# Basler Trommel

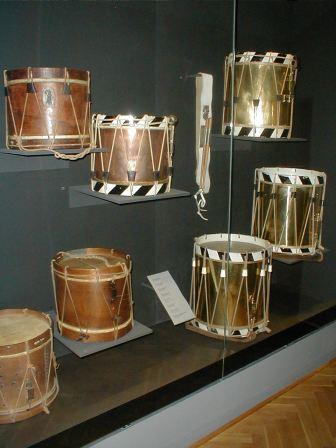
Verschiedene Basler Trommeln

Die Basler Trommel ist eine zweifellige Zylindertrommel, die in ihrer im 16. Jahrhundert eingeführten Form einer Landsknechttrommel entspricht und ihren Namen von der ursprünglichen Herstellung in Basel und dem Einsatz in der Basler Fasnacht erhalten hat. Mit Schweizer Söldner-Musikanten wurde die Basler Trommel in Europa verbreitet.
Die Trommelspieler nennt man Tambouren, wobei mehrere Tambouren meistens eine Tambourengruppe für den Einsatz in der Marschmusik bilden. Trommeln gleicher Bauart werden in der ganzen Schweiz in Tambouren- und Pfeifervereinen sowie in der Schweizer Militärmusik als Schweizer Trommel oder Ordonnanz 82 verwendet.

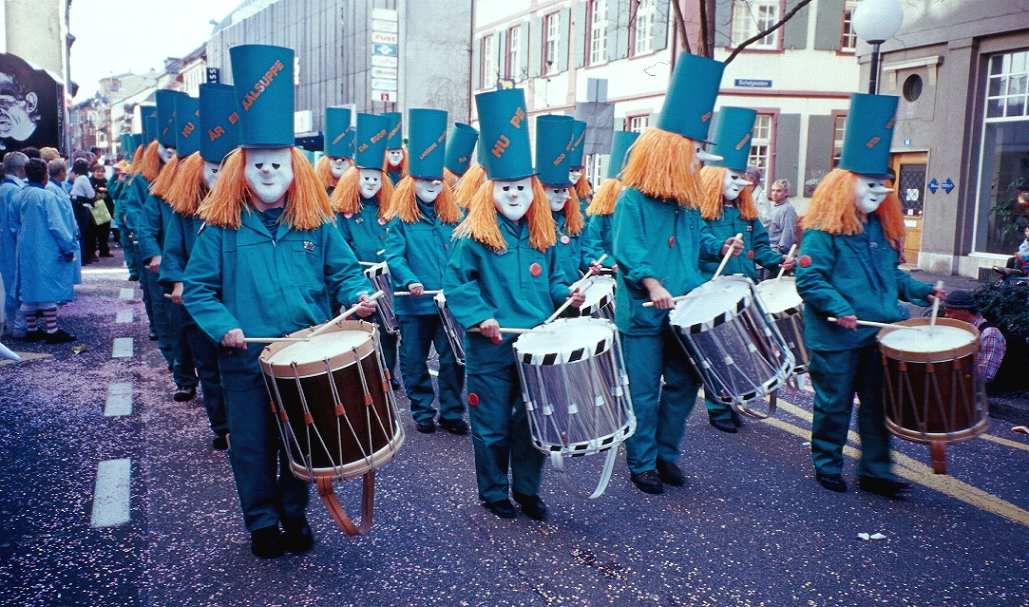
Trommeln an der Basler Fasnacht

## Bauform

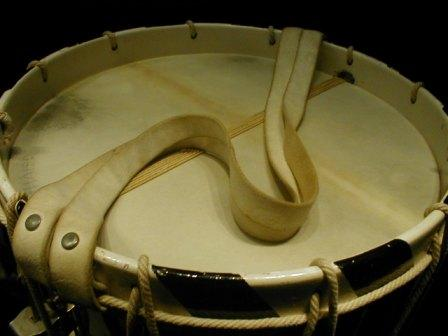
Die auf der Unterseite befindlichen Schnarrsaiten, auch Resonanzsaiten genannt

Bis ins späte 18. Jahrhundert wurden Trommeln vorwiegend aus Holz gefertigt, doch bereits seit dem frühen 18. Jahrhundert sind in Preussen Zargen aus Messing nachgewiesen. Im 19. Jahrhundert wurden auch Kupfer, Weissblech und Neusilber verwendet. Heute besteht die Zarge meist aus verchromtem Messing. Daneben sieht man aber auch Zargen aus unverchromtem Messing, aus Aluminium (Gewichtsvorteil), und neuerdings sogar aus Karbonfaser. Seit einiger Zeit werden wieder vermehrt Holztrommeln benutzt, nicht nur wegen der Optik, sondern vor allem auch wegen ihres viel geringeren Gewichts. Ausserdem wird auch der trockenere Klang der Holztrommel von vielen Tambouren als angenehmer empfunden.
Die Reifen der Metalltrommeln sind meist schwarz-weiss (schräg) gestreift, entsprechend den Farben des Basler Wappens. (In anderen Kantonen werden entsprechend andere Farben verwendet, die Schweizer Armee benutzt rot-weisse Reifen. Farben von Zünften oder Familienwappen werden heute nur noch selten verwendet.) Die Reifen der Holztrommeln werden meist naturfarben belassen. Während die Farbgebung früher strikt der Heraldik gehorchte und nur für Holztrommeln eine Ausnahme toleriert wurde, ist heute erlaubt, was gefällt. Verchromte Zargen mit schwarzweissen Reifen und schwarzen oder weissen Strupfen dominieren aber weiterhin das Bild.
Über die beiden offenen Enden der Zarge (in Basel auch "Kessel" oder "Kübel") sind zwei Felle gespannt. Diese bestehen aus Kunststoff oder aus Kalbshaut-Pergament, wobei Kalbsfelle aufgrund ihrer weichen Rückfederung angenehmer zu bespielen sind. Allerdings können Naturfelle nur bei trockener Witterung verwendet werden, da sie sonst schlaff werden. Eine mit Kalbfell bespannte Trommel setzt somit in der Praxis den Besitz einer zweiten Trommel mit Kunststofffell voraus.
Die Trommelfelle werden durch das Trommelseil, das aus Kunststoff oder Hanf besteht (im zweiten Fall heute mit einer Karbonseele, um witterungsbedingte Spannungsschwankungen zu minimieren) und welches durch Löcher der zwei Reifen läuft, unter Spannung zusammengehalten und klanglich gestimmt. In früherer Zeit wurde das Seil auch einfach um die Reifen geschlungen oder mittels eiserner Haken daran befestigt. Um die Seile zu spannen, werden die Reifen in einem Bock gegeneinander gedrückt. Dann wird das Seil rundum angezogen, immer wieder, bis alle Abschnitte ungefähr gleich gespannt sind. Bevor man die Trommel wieder 'entspannt', wird das hervorstehende Ende des Seiles, das durch eine Schlaufe am Anfang gezogen ist, zu einer sogenannten 'Schnecke' gedreht. Das überschüssige Seil wird am unteren Reifen befestigt.
Den auf der Aussenseite über das untere Fell (Resonanzfell oder Saitenfell) führenden acht Schnarrsaiten aus Darm oder Kunststoff, meist in Kombination mit Metallsaiten, verdankt die Trommel den rasselnden Klang. Das obere Fell (Schlagfell) wird durch einen Dämpfer gedämpft, um ein Nachklingen ("Singen") der Trommel zu vermeiden.
Der Durchmesser einer Basler Trommel wird an der Aussenseite der Zarge gemessen und beträgt in der Regel 40 oder 41 cm, gelegentlich auch 42 oder gar 43 cm. Ein grösserer Durchmesser führt zu einem volleren Klang, macht die Trommel aber wartungsintensiver, vor allem wenn sie mit Naturfellen bespannt ist. Die Höhe der Zarge entspricht in der Regel dem Durchmesser.

## Herkunft

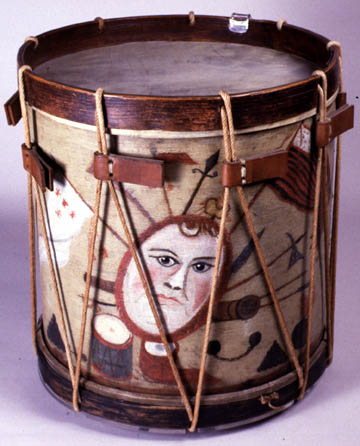
Amerikanische Militärtrommel, um 1780, restauriert. Höhe 41,9 cm, Durchmesser 39,4 cm

Die älteste erhaltene Trommel dieser Art stammt aus dem Jahre 1571. Sie steht im Basler Musikmuseum. Das schweizerische Brauchtum und kirchliche Feste wie z. B. die Fasnacht, das Zunftleben und öffentliche Anlässe mit Tanz, Spiel und Unterhaltung wurden meistens von Trommelklängen begleitet.
Bis ins 19. Jahrhundert wiesen Marschtrommeln in Europa und in den Kolonien ganz allgemein diese Bauart auf. Entsprechend sind solche Trommeln auch immer wieder z. B. in Wildwestfilmen zu sehen, die in der Zeit des amerikanischen Bürgerkriegs spielen. Auch bei Auftritten von Gruppen, die sich der Musik aus jener Zeit verschrieben haben, werden allgemein solche Trommeln benutzt.
Die Weiterentwicklung der Marschtrommel ging dann in die Richtung, dass etwa seit Beginn des 19. Jahrhunderts die Seile durch einen Spannmechanismus mit Metallschrauben ersetzt und die Zarge immer kürzer wurde. Die Basler Trommel blieb bei der alten Bauart.

## Spielweise
Die Trommel ist immer schräg vor dem Tambour. Da die Halterung der Trommel auf der linken Seite ist (Bandalier; Das breite Lederband, das über die Schulter getragen wird), verläuft sie somit von rechts oben nach links unten. (Aus der Sicht des Tambours gesehen)
Um die Trommel zu spielen, halten die Tambouren zwei (Holz-)Schlägel in den Händen. Die rechte Hand umschliesst den Schlegel komplett und hält ihn abgewinkelt (so dass die Hand mit dem Unterarm in einer Linie steht). Auf der linken Hand wird der Schlägel mit Zeige-, Mittelfinger und Daumen gehalten und liegt auf dem Ringfinger.
Ein Orchesterwerk für Basler Trommeln ist Rolf Liebermanns Geigy Festival Concerto für Basler Trommel und großes Orchester von 1958.